# Dilmun
 For alternative betydninger, se Dilmun (dokumentarfilm).
Dilmun var oldtidens akkadere og sumereres betegnelse for et land et sted i det nedre hav (den Persiske bugt). Moderne forskere har identificeret stedet med Bahrain og Failaka, muligvis også med Qatars kyster. I den tidlige oldtid foregik der livlige handelsudvekslinger i mellem Dilmun og Mesopotamien.
Dilmun betragtes som en af de ældste gamle civilisationer i Mellemøsten. Sumererne beskrev Dilmun som et paradisets have i Gilgamesh-digtet. Sumeriske fortællinger om den paradisiske have Dilmun kan have været en inspiration for historien om Edens Have.

## Historie
Dilmun var et vigtigt handelsknudepunkt fra slutningen af fjerde årtusinde til 800 f.Kr. På højden af sin magt kontrollerede Dilmun handelsruterne i Den Persiske Golf. Dilmun var meget velstående under de første 300 år af det andet årtusinde. Dilmuns kommercielle magt begyndte at aftage mellem 1000 f.Kr. og 800 f.Kr., fordi piratkopiering blomstrede i Den Persiske Golf. I 600 f.Kr. føjede babylonierne og senere perserne Dilmun til deres imperier.
Dilmun-civilisationen var center for kommercielle aktiviteter, der forbandt det traditionelle landbrug i landet - den gang meget frugtbart på grund af artesiske brønde, der senere er tørret ud, og på grund af et meget vådere klima - med søhandel mellem forskellige regioner som Indusdalen kaldet Meluhha, Makan (nuværende Omân), og Mesopotamien. Dilmuns civilisation omtales først i sumeriske kileskrift-lertavler daterede til slutningen af tredje årtusinde f.Kr. og fundne i templet for gudinden Inanna i byen Uruk. Adjektivet Dilmun bruges til at beskrive en type økse og en specifik tjenestemand; der ud over er der lister over rationer af uld udstedt til mennesker forbundet med Dilmun.
En af de tidligste inskriptioner, hvori Dilmun omtales, handler om kong Ur-Nanshe af Lagash og er fundet i en dør-bøsning (ca. 2300 f.Kr.): "Skibe fra Dilmun bragte ham træ som hyldest fra fremmede lande".
Dilmun blev nævnt i to skrivelser daterede til Burnaburiash regeringstid (ca. 1370 f.Kr.) fundet i Nippur under Kassiter-dynastiet i Babylon. Disse breve var fra en provinsembedsmand, Ilī-ippašra, i Dilmun til vennen Enlil-kidinni, guvernør i Nippur. De navne, der henvises til, er akkadiske. Disse breve og andre dokumenter antyder en administrativ sammenhæng mellem Dilmun og Babylon den gang. Efter sammenbruddet af Kassiter-dynastiet nævner mesopotamiske dokumenter ikke Dilmun med undtagelse af assyriske inskriptioner daterede til 1250 f.Kr., der proklamerede den assyriske konge som værende konge over Dilmun og Meluhha, samt nævner "Nedre Hav" og "Øvre Hav". De Assyriske indskrifter omtaler afgifter (tribut) fra Dilmun.
Der er andre assyriske inskriptioner i første årtusinde f.Kr. indikerende assyrisk suverænitet over Dilmun. En af de tidlige steder opdaget i Bahrain tyder på, at assyrerkongen Sankerib (707-681 f.Kr.), angreb det nordøstlige Arabien og erobrede Bahrains øer. Den yngste henvisning til Dilmun forekom under den neo-babyloniske dynasti. Neo-babyloniske administrative registre daterede til 567 f.Kr. erklærede, at Dilmun blev kontrolleret af kongen af Babylon. Navnet Dilmun forsvandt ud af brug efter Babylons sammenbrud i 538 f.Kr.
Der er både litterære og arkæologiske beviser for handel mellem det gamle Mesopotamien og Indusdalens civilisation (sandsynligvis korrekt identificeret med landet kaldet Meluhha på akkadisk). Indtryk af lersegl fra byen Harappa i Indus-dalen anvendtes øjensynligt til at forsegle bundter af varer, hvilket lersegl-aftryk eller sækkemærker på bagsiden vidner om. En række af disse segl fra Indus-dalen er fundet i Ur og på andre mesopotamiske steder.
Segl af den "Persiske Golf"-type (cirkulære og stemplede i stedet for rullede) kendt fra Dilmun, der forekommer på Lothal i Gujarat, Indien og Failaka samt i Mesopotamien, er overbevisende beviser på handel over havet over lange afstande. Hvad, denne handel bestod i, er mindre kendt: træ og ædle træsorter, elfenben, lapis lazuli, guld og luksusvarer så som karneol og glaserede stenperler, perler fra den Persiske Golf, skal- og knogle-indlæg, var blandt de varer, der sendtes til Mesopotamien i bytte for sølv, tin, uldne tekstiler, olivenolie og korn.
Kobberblokke fra Oman og bitumen, som fandtes naturligt i Mesopotamien, kan være blevet byttet med bomuldstekstiler og tamfjerkræ, væsentlige produkter af Indus-regionen, som ikke er hjemmehørende i Mesopotamien. Eksempler på alle disse handelsvarer er blevet fundet. Betydningen af denne handel fremgår af den omstændighed, at de mål og vægte, der blev brugt på Dilmun, faktisk var identiske med dem, der anvendtes i Indus, men var ikke dem, der anvendtes i det sydlige Mesopotamien.
Mesopotamiske handelsdokumenter, lister over varer og officielle inskriptioner, hvori Meluhha omtales, supplerer Harappa-kulturens segl og arkæologiske fund. Litterære henvisninger til Meluhhan-handelen dateres fra det tredje akkadiske dynastiet i Ur, og Isin-Larsa-perioden (ca. 2350-1800 f.Kr.), men handelen startede sandsynligvis i begyndelsen af den tidlige dynastiske periode (ca. 2.600 f.Kr.). Nogle Meluhhan-fartøjer må have sejlet direkte til mesopotamiske havne, men under Isin-Larsa-perioden monopoliserede Dilmun handelen.